# Kwas krotonowy
Kwas krotonowy – organiczny związek chemiczny z grupy nienasyconych kwasów monokarboksylowych z jednym wiązaniem podwójnym o konfiguracji trans (jego izomer cis to kwas izokrotonowy). Jest metylowym analogiem kwasu akrylowego (CH
2=CH−COOH).